# Estadio de críquet nacional de Kabul
El Estadio de críquet nacional de Kabul (en persa: ورزشگاه ملی کریکت کابل) es un estadio habilitado para la práctica del críquet en la ciudad de Kabul, la capital del país asiático de Afganistán, que estuvo en construcción aproximadamente hasta 2011 y tiene una capacidad para 6.000 espectadores. El primer partido celebrado fue entre Nengarhar y AWCC. Nengarhar fue el ganador.